# 탈빌
탈빌(Thalwil)은 스위스 취리히주의 호르겐 지역에 있는 지자체이자, 마을이다. 탈빌 마을 외에도 지자체에는 가티콘 마을이 포함된다.
탈빌의 공식 언어는 (스위스 표준의 다양한) 독일어지만, 주요 구어 언어는 알레만계 스위스 독일어 방언의 현지 변형이다.

## 역사
탈빌은 1030년경에 Talwile villam으로 처음 언급되었으며, 이는 Tellewilare, 텔로의 농장에서 파생되었으며 탈빌의 중세 초기 기원이 알레만족 농장임을 나타낸다. 이 기간 동안 몇 개의 무덤만 남아 있다. 1133년에는 Telwil이라는 이름으로 언급되었다.
탈빌 교구는 원래 4개의 바흐텐(촌락)으로 구성되었다.
- 루드레티콘, 가장 오래된 마을(915년 언급), 뤼시리콘과 접경
- 오버도르프(어퍼 빌리지), 교회 주변 지역
- 운터도르프 (아래 마을), 기차역의 대략 남쪽 지역
- 1713년경 탈빌에서 분리된 랑나우

중세 시대에 경제는 주로 농장, 포도원과 소량의 어업, 공예품 및 운송(호수에서)으로 구성되었다. 이 부동산은 한때 합스부르크 공작이 소유했으며 에센바흐 남작이 소유했다. 무리 수도원과 베팅엔 수도원도 상당한 이해관계를 갖고 있었으며, 각각 12개와 3개의 농장을 소유하고 있었다.
탈빌은 취리히주에서 가장 오래된 목재 회사인 바네크-발퉁도 자랑한다. 1483년 무리 수도원이 탈빌에 있는 수도원 농장의 12명의 수혜자에게 부여했을 때 처음 언급되었다. 오늘날 이 회사는 탈빌 게마인데와 16명의 회원이 소유하고 있다.

## 지리

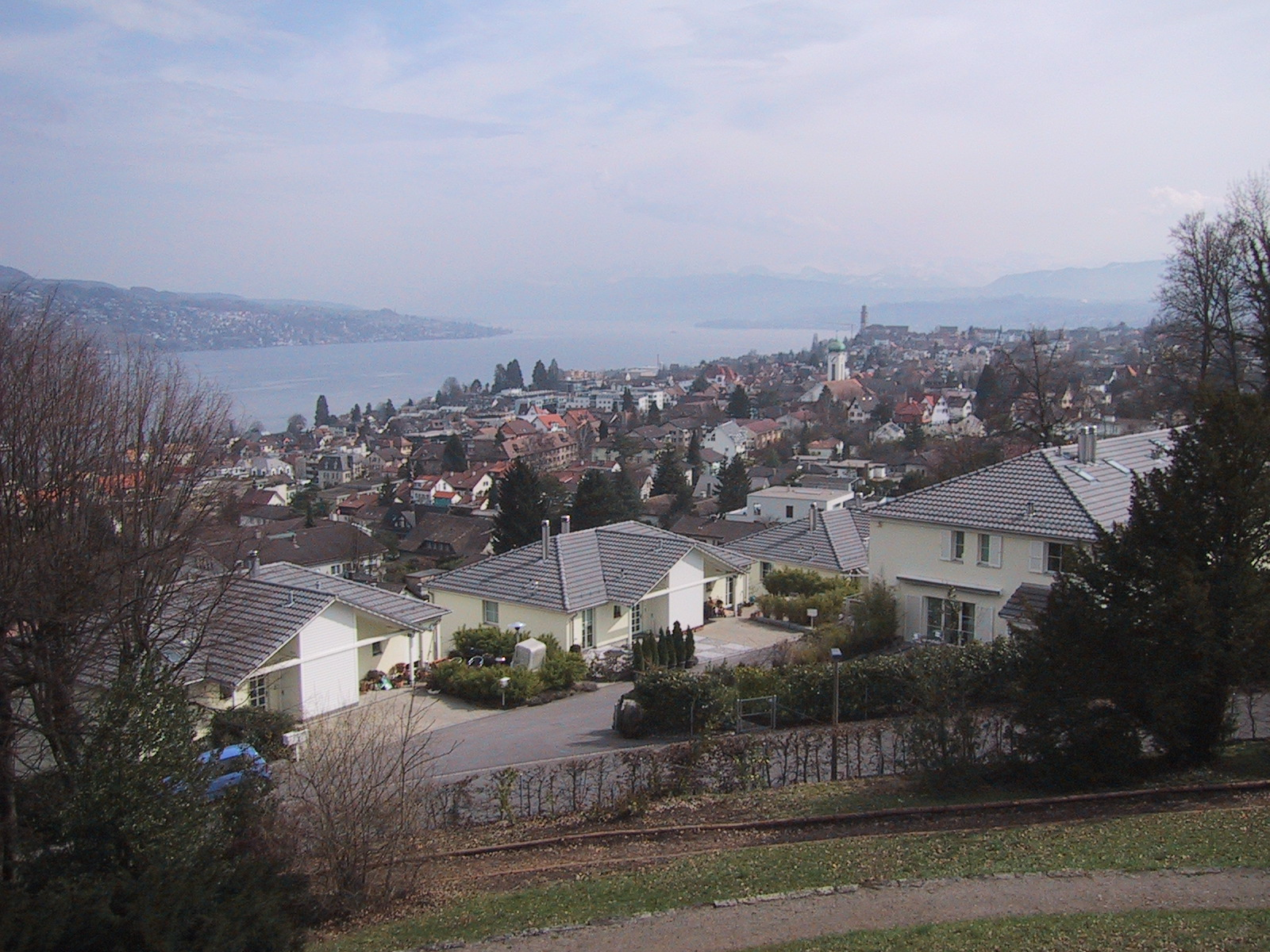
탈빌과 취리히 호수

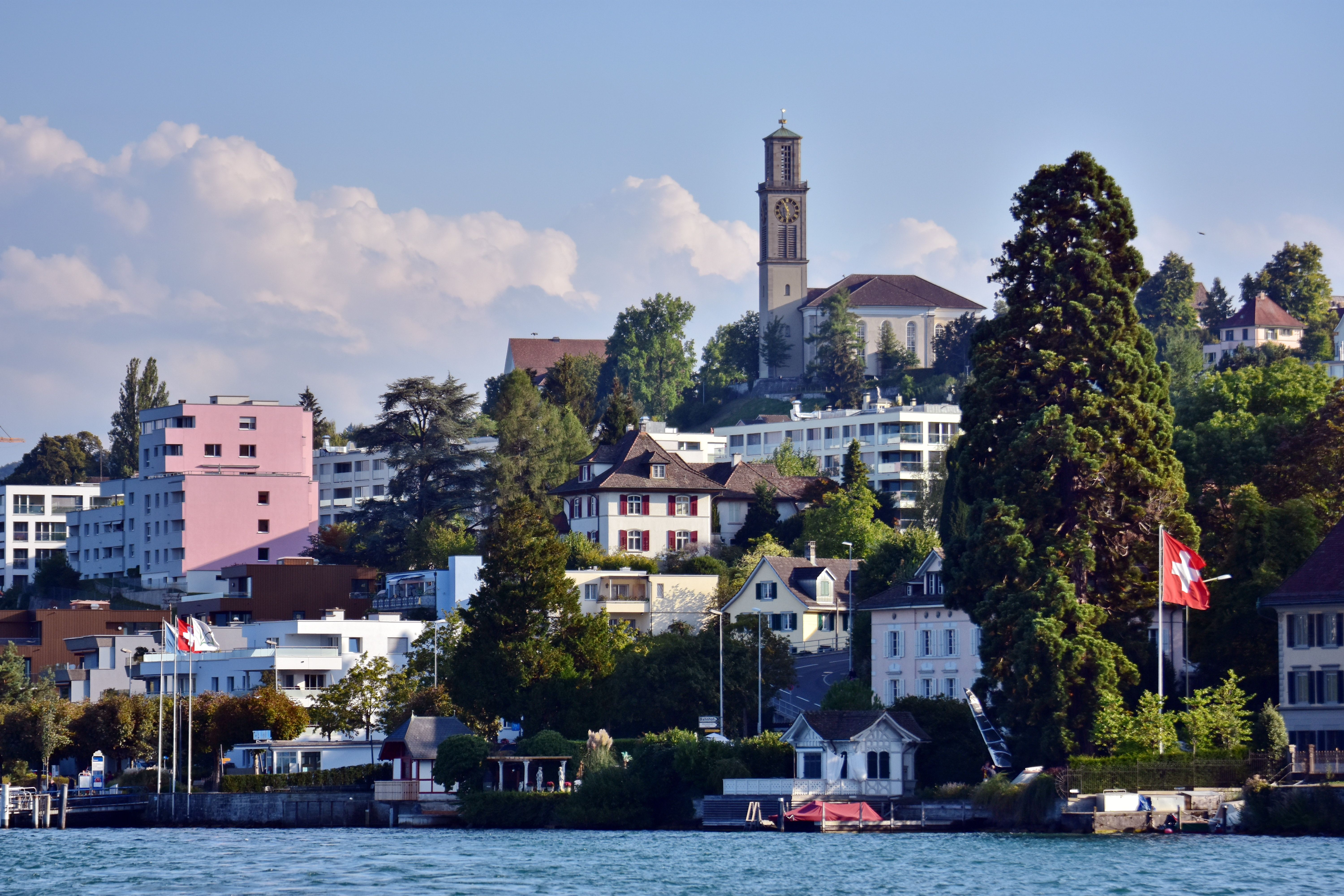
취리히 호수에서 본 탈빌

탈빌 지자체는 취리히 호수 서쪽 해안과 질강 사이의 치머베르크 능선에 위치하고 있다. 여기에는 호수 옆 능선의 동쪽 경사면에 있는 탈빌 마을과 질의 서쪽 경사면과 제방에 있는 가티콘 마을이 포함된다. 탈빌은 뤼시리콘, 랑나우 암 아블리스, 오버리덴, 호르겐 및 (호수 건너편) 에를렌바흐의 코무네에 접해 있다.
지자체의 면적은 5.5k㎡이다. 이 지역의 18%는 농업용으로 사용되고 23.8%는 산림이다. 나머지 토지 중 56.1%는 정착지(건물 또는 도로)이고 나머지(2.2%)는 비생산적(강, 빙하 또는 산)이다. 1996년 주택과 건물이 전체 면적의 42.3%를 차지했고, 나머지는 교통 기반시설이 13.7%를 차지했다. 전체 비생산 지역 중 물(시냇물과 호수)이 면적의 1.4%를 차지했다. 2007년 기준으로 전체 지자체 면적의 51.3%가 어떤 유형의 건설을 진행 중이었다.

## 인구통계
2019년 기준, 탈빌의 인구는 18,066명이다. 2007년 기준으로 전체 인구의 21.4%가 외국인이다. 2008년 기준으로 인구의 성별 분포는 남성 48.5%, 여성 51.5%이다. 지난 10년 동안 인구는 6%의 비율로 증가했다. 2000년 기준, 인구 대부분인 84%가 독일어를 사용하며, 이탈리아어가 두 번째로 많이 사용(4.5%)되고, 영어가 세 번째(2.3%)로 사용된다.
2000년 기준, 인구의 연령 분포는 어린이와 청소년(0~19세)이 전체 인구의 18.8%, 성인(20~64세)이 65.6%, 노인(64세 이상)이 15.6%를 차지한다. 탈빌에서 인구의 약 81.5%(25-64세 사이)는 비필수 고등교육 또는 추가 고등교육(대학 또는 응용학문대학)을 완료했다. 탈빌에는 7,680가구가 있다.
역사적 인구는 다음 표에 나와 있다.
| 년도 | 인구   |
| ---- | ------ |
| 1634 | 601    |
| 1762 | 1,100  |
| 1799 | 1,149  |
| 1833 | 1,318  |
| 1850 | 1,889  |
| 1880 | 3,293  |
| 1900 | 6,791  |
| 1950 | 8,787  |
| 1990 | 15,647 |
| 2000 | 15,749 |
| 2010 | 17,189 |
| 2020 | 18,263 |

### 종교

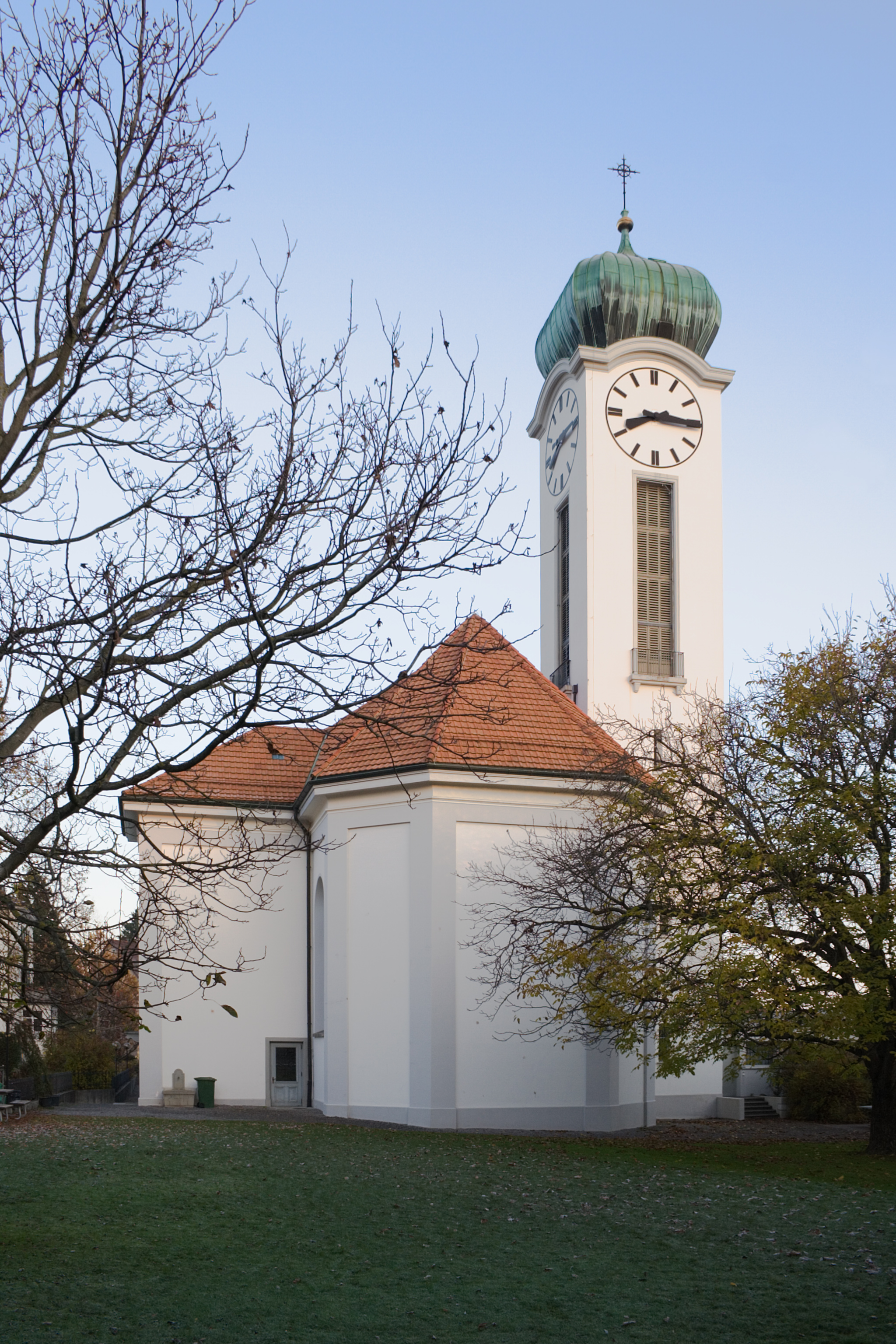
로마 가톨릭 교회

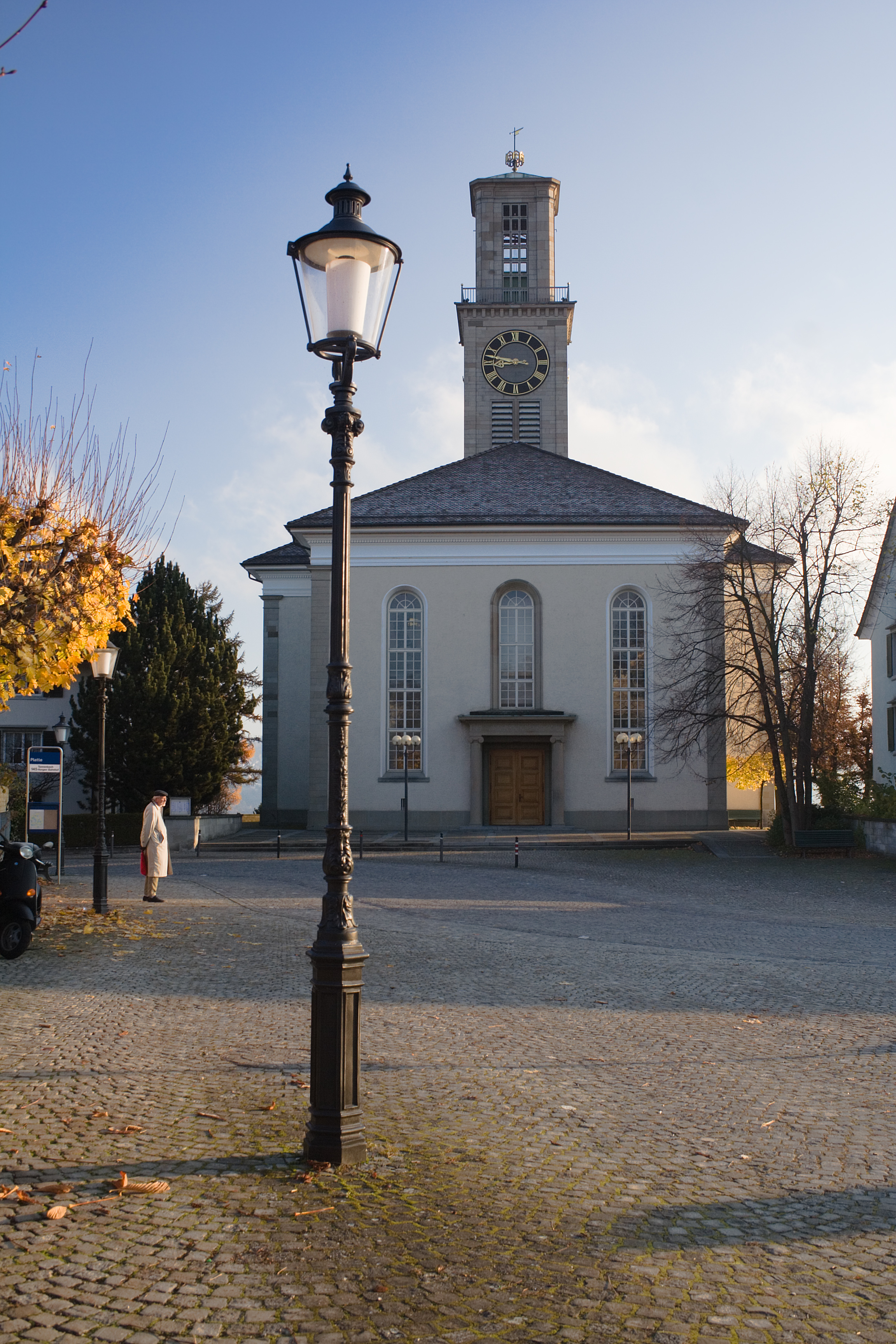
개신교 교회

탈빌은 취리히 호수 기슭에서 가장 오래된 교구 중 하나이다. 그것은 또한 취리히에서 알프스에 이르는 호수와 그 주변의 전망을 제공하는 플라테와 함께 가장 아름다운 교회 위치 중 하나를 가지고 있다.
기록된 최초의 교회는 1159년에 성 마틴에게 헌정되었다. 중세 시대에는 베팅엔 수도원의 종속이었다. 구취리히 전쟁 동안 벼락을 자주 맞고, 약탈을 당하고, 불에 탔지만, 원래 건물은 600년 이상 동안 생존했다.
1845년에 작고 다소 황폐한 예배당이 철거되고 페르디낭 슈타들러가 설계한 훨씬 더 큰 교회로 대체되었다. 탑을 수리하던 중 화재가 발생하여 거의 100년 후(1943년) 새 교회가 전소되었지만, 건물은 곧 완전히 복원되어 오늘날까지 남아 있다.
2008년 기준으로 탈빌에는 5382명의 가톨릭 신자와 5881명의 개신교 신자가 있었다. 2000년 인구 조사에서 종교는 몇 가지 더 작은 범주로 분류되었다. 인구 조사에서 41.5%는 일종의 개신교였으며, 39.3%는 스위스 개혁 교회에, 2.2%는 다른 개신교 교회에 속했다. 인구의 34.3%가 가톨릭 신자였다. 나머지 인구 중 3.8%는 무슬림, 5.8%는 다른 종교(목록에 없음), 2.6%는 무교, 15%는 무신론자 또는 불가지론자였다.

## 경제
1830년대 후반에 호숫가 도로가 개통되었다. 그것은 곧 슈바르첸바흐, Schmid, Kölliker와 같은 지역 가문이 운영하는 이전 농촌 마을에 대규모 실크, 면화와 기타 섬유 공장을 유치했다. 이러한 성장은 취리히에서 패피콘 (1875) 및 추크 (1897)까지의 새로운 철도 노선에 의해 촉진되었다. 산업화로 옛 농촌 마을에 새로운 노동자가 유입되었고, 인구는 1,318명(1833년)에서 6,791명(1900년)으로 증가했다.
2020년 현재 탈빌의 실업률은 3.1%이다. 2018년 기준, 1차 경제 부문에 5명이 고용되어 있고, 이 부문에 2개 기업이 참여하고 있다. 1,001명이 2차 부문에 고용되어 있고, 이 부문에 106개의 기업이 있다. 5,576명이 3차 부문에 고용되어 있으며, 이 부문에 1,193개의 기업이 있다. 2007년 기준, 근로 인구의 28.6%가 상근직이고 71.4%가 시간제 근로자이다.

### 세금
취리히주 통계청에 따르면 탈빌은 2020년 기준으로 매년 9,200만 프랑의 세수를 받는다. 납세자의 수는 11,022명이다.
오늘날 이 산업의 과거는 거의 사라졌다. 탈빌의 경제는 주로 1971년에 개장한 뵈니 상업 단지에 위치한 다양한 중소기업에 의해 돌아간다. 여기에는 탈빌에서 가장 큰 고용주(500개 이상의 일자리)인 유니시스 스위스가 포함된다. 주로 고트하르트슈트라세 주변에 다양한 상점이 있다.
탈빌의 현재 번영의 주요 원천은 탈빌에 거주하지만, 취리히 광역권의 경제 중심지에서 일하는 많은 통근자(약 7,000명)에 있다. 오늘날, 탈빌은 대부분 과거의 농업과 산업을 뒤로하고 통근 기지가 되었다.

## 교통
탈빌은 취리히에서 쿠어까지의 A3 고속도로와 취리히에서 쿠어, 루체른, 이탈리아까지의 주요 철도 노선을 따라 위치해 있다. 여름에는 취리히호-해운회사에서 운영하는 라퍼스빌과 호수를 따라 취리히로 가는 정기 보트가 있다. 탈빌역은 취리히 S-반의 S2, S8, S21 및 S24 라인에 의해 제공된다. 질탈 취리히 위틀리베르크 철도(SZU)에서 제공하는 치머베르크 버스 노선은 치머베르크 지역과 질 계곡의 일부를 연결한다.